# Brambůrkovy sny o Americe
Brambůrkovy sny o Americe (v originále Potato Dreams of America) je americký hraný film z roku 2021, který režíroval Wes Hurley podle vlastního scénáře. Film zachycuje jeho vlastní životní osudy. Snímek měl světovou premiéru na festivalu South by Southwest 16. března 2021. V ČR byl uveden v roce 2021 na filmovém festivalu Mezipatra.

## Děj
Malý chlapec přezdívaný Brambůrek bydlí ve Vladivostoku se svou rozvedenou matkou Lenou, která pracuje jako lékařka ve věznici. Sovětský svaz se rozpadá a Lena po pádu železné opony přemýšlí, jak emigrovat, protože má hrůzu z toho, že její syn bude muset nastoupit na základní vojenskou službu. Brambůrek, který se snaží vyrovnat se s novými podmínkami, a vytvoří si imaginárního přítele, kterým je Ježíš. Ten celý den leží u nich doma na gauči a dívá se na televizi.
Když Lena narazí na inzerát na manželství přes katalog, začne si dopisovat s Američanem Johnem. O něco později se rozhodnou přestěhovat do Seattlu, kde začnou nový život. Ovšem ani v nové společnosti není vše ideální tak, jak to vypadá v amerických filmech.

## Obsazení
| Hersh Powers         | Brambůrek jako dítě       |
| Tyler Bocock         | Brambůrek jako teenager   |
| Sera Barbieri        | mladá Lara                |
| Marya Sea Kaminski   | starší Lara               |
| Jonathan Bennett     | Ježíš                     |
| Dan Lauria           | John                      |
| Lea DeLaria          | Tamara                    |
| Sophia Mitri Schloss | Mandy                     |
| Lauren Tewes         | Nina Ivanovna             |
| Jordan Iosua Taylor  | zaměstnanec videopůjčovny |

## Ocenění
- Festival du cinéma américain de Deauville: nominace v hlavní soutěži (Wes Hurley)
- Out On Film: vítěz v kategorii nejlepší filmová komedie
- Outfest: vítěz v kategorii nejlepší scénář (Wes Hurley)
- Mezinárodní filmový festival v Seattlu: nominace na cenu New American Cinema Competition (Wes Hurley)
- South by Southwest: nominace v hlavní soutěži